# Liberalisme clàssic
El liberalisme clàssic és una filosofia política i una ideologia que pertany al liberalisme en què es posa l'èmfasi en assegurar la llibertat de l'individu, tot limitant el poder del govern. La filosofia va sorgir com una resposta a la Revolució Industrial i la urbanització al segle xix a Europa i els Estats Units. Defensa les llibertats civils amb un govern limitat sota l'imperi de la llei, els drets de propietat privada, i la creença en el laissez-faire del liberalisme econòmic. El liberalisme clàssic es basa en idees que ja havien sorgit a finals del segle xviii, incloent idees d'Adam Smith, John Locke, Jean-Baptiste Say, Thomas Malthus, i David Ricardo. Es va basar en una comprensió psicològica de la llibertat individual, el dret natural, l'utilitarisme, i la creença en el progrés.

## Orígens

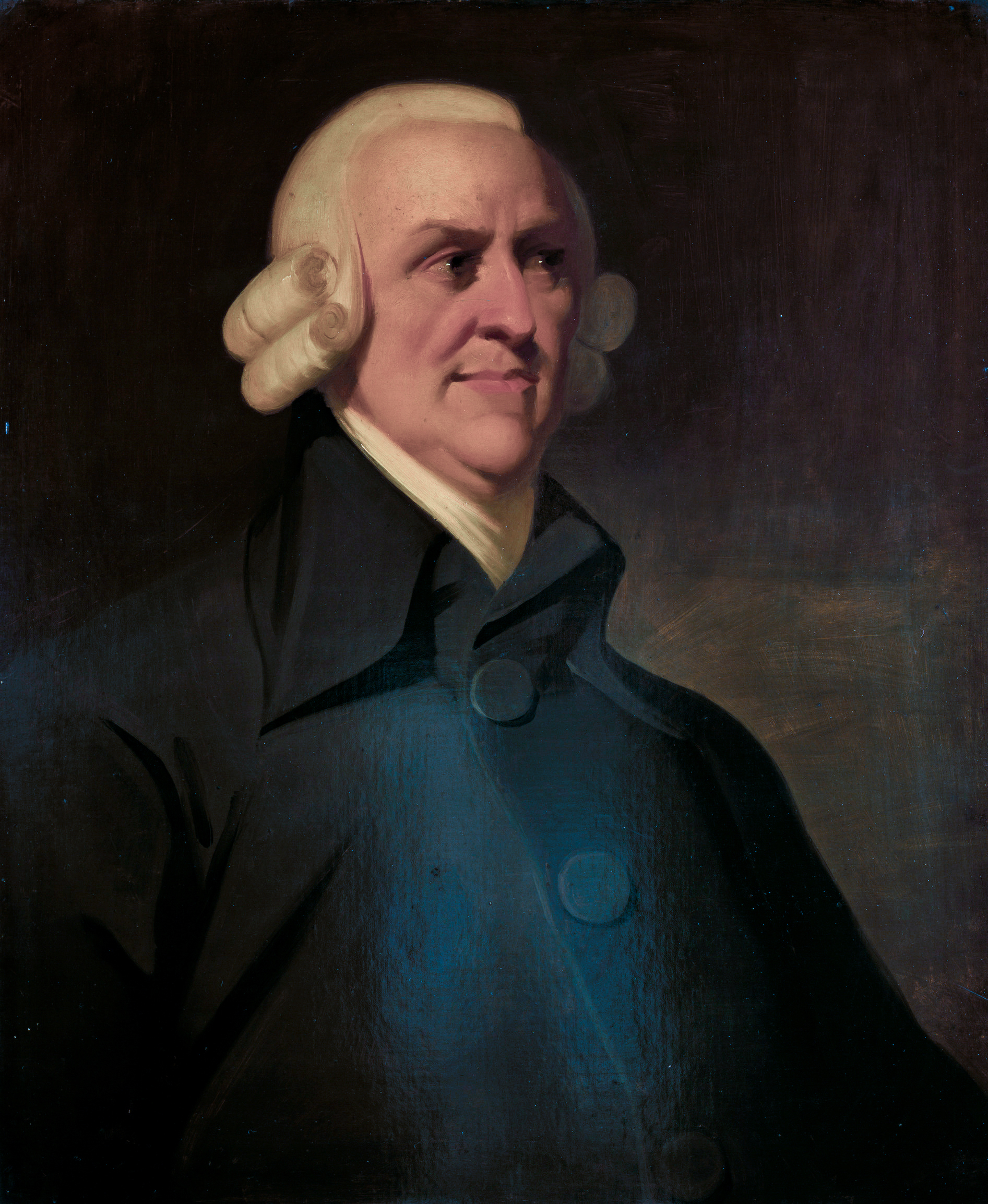
Adam Smith, una de les principals influències del liberalisme clàssic.

Els orígens ideològics del liberalisme clàssic es poden trobar en la confrontació a Europa entre catòlics i protestants. La no-resolució d'aquest conflicte religiós va portar a una necessitat de mutua toleració, portant al posterior desenvolupament d'idees, durant la Il·lustració que emfatitzaven la tolerancia religiosa i la diversitat. Aquestes idees es van desenvolupar durant el segle xix en la ideologia del liberalisme, fruit de la presa de poder polític de la burgesia i de les experiències revolucionàries del segle xvii i segle xviii. El liberalisme per tant es pot considerar un síntesi d'idees que sorgiren disparment com la idea del contracte social (provinent de John Locke), la promoció de la inventivitat i el lliure comerç (provinent d'Adam Smith) i l'imperatiu categòric d'Immanuel Kant.
El liberalisme clàssic trencava amb els seus predecessors ideològics en la idea que es basava en la idea de la llibertat i responsabilitiat individuals, enlloc del privilegi o la tradició. La protecció de la llibertat individual com a bé fonamental i el rol de l'estat en aquesta era considerada la qüestió política bàsica del liberalisme. Al segle xix va esdevenir la ideologia dominant al món occidental, éssent considerada gairebé sentit comú. Els liberals clàssics de l'època inicialment eren partidaris de la igualtat legal entre homes amb propietat però posteriorment van oposar-se a la discriminació legal i defensar la igualtat universal de drets.
El liberalisme clàssic també va emergir de consideracions econòmiques. L'emergent doctrina del laissez-faire propugnada pels fisiòcrates i Adam Smith al segle xviii en contraposició al Mercantilisme fins aleshores imperant, així com la concepció de l'ésser humà com a ésser ecònomicament racional va formar la base del programa econòmic del liberalisme clàssic.

## Diferències amb altres branques del liberalisme
Al segle xx, els liberals es van dividir en diversos temes, i en els Estats Units en particular, va créixer una distinció entre els liberals clàssics i liberals socials. Encara que els orígens d'aquesta divisió es poden trobar en el pensament i obra de John Stuart Mill, l'experiència de crisis econòmiques, la Primera Guerra Mundial, una major democratització de l'estat al món occidental i patents millores en l'economia a causa d'intervenció estatal van generar l'emergència del socioliberalisme. La distinció filosòfica bàsica entre liberalisme clàssic i socioliberalisme es que mentre el liberalisme clàssic va retenir una definició «negativa» de la llibertat (basant llibertat en la possibilitat d'acció) el socioliberalisme va adoptar una definició «positiva» de la llibertat (basant llibertat en la capacitat d'acció), cosa que va dur aquestes dos tendències a posicionaments econòmics i polítics diferents. Els liberals socials, sense abandonar la llibertat com a valor bàsic, van començar a mostrar-se escèptics respecte a l'habilitat del lliure mercat i els drets de propietat de garantir la llibertat i es mostraren més oberts a donar a l'estat un rol més rellevant en la protecció de la llibertat, mentre que els liberals clàssics mantingueren el seu escepticisme que la desigualtat econòmica es pogués solventar a través de l'estat, o que aquest fos un garant adequat de les llibertats.
Els liberals clàssics mantenen posicionaments econònomics diferents dels llibertaris. Encara que ambdós busquen protegir la llibertat econòmica i els drets de propietat, el llibertarianisme promou la total no-intervenció de l'estat en l'economia mentre que el liberalisme clàssic accepta que l'estat ha d'intervenir en l'economia per garantir la protecció de les llibertats econòmiques (per exemple desfent monopolis). El liberalisme clàssic considera les llibertats econòmiques com drets bàsics d'especial importància però també merament un segment de vàries llibertats que s'han d'equilibrar per promoure el benestar general, mentre que el llibertarianisme considera les llibertats econòmiques com a fundamentals i absolutes.
Encara que alguns han considerat el neoliberalisme com la continuació de les idees liberals clàssiques durant el segle xx, altres l'han considerat com una derivació economicista del liberalisme clàssic, considerant l'economia com la base de l'experiència humana i, per tant, la font de la seva llibertat, sense arribar a conclusions llibertaries i defensant el rol d'un estat mínim, tot i que conceptualitzat com si fos una empresa.

## Crítica
Crítics del liberalisme clàssic han argumentat que aquesta filosofia política ignora el context en el qual els individus prenen decisions i el potencial de la coerció no-governamental, és incapaç d'establir mecanismes vinculants de resolució de conflictes sense caure en la contradicció i promou societats injustes. També ha estat criticat per abraçar fins a cert punt l'utilitarisme, prenent en consideració el benestar general i veient la llibertat com el mètode per aconseguir-lo, enlloc de basar-se primordialment en el manteniment de la llibertat independentment de les conseqüències.